# Kostel svatého Havla (Nižná)
Kostel sv. Havla v Nižné je původně gotický kostel přestavěný v letech 1614 - 1620. Patří mezi nejvýznamnější kulturně - historické stavby v oblasti. Původně gotický kostel byl později přestavěn v barokním slohu a vícekrát renovován. V kostele se nacházejí vzácné umělecké památky jako je krakovská zlatnická práce - kalich (r. 1570), dále dva zvony z poloviny 17. století a lidové umělecké dílo, oltář Ukřižování pocházející z 19. století.
V roce 1615 byla ke kostelu přistavěna věž. Později byl vícekrát přestavěn. Kostel měl ze začátku 5 zvonů, z toho nejstarší byly odlity v letech 1628 a 1629. V pozdějších válečných časech z původních pěti zvonů zůstaly pouze dva. V roce 1829 byl kostel rozšířen a v roce 1911 byl na věži upevněn kříž.
Nacházejí se v něm dva oltáře. Hlavní - Oltář ukřižování - lidová umělecká práce z 19. století a boční oltář. V oltářním nástavci je obraz sv. Havla. Kromě toho se zde nachází kamenná křtitelnice, varhany a vzácné sakrální památky jako zlatý kalich z roku 1570, monstrance, ciborium a paténa.
Fresky na stropě kostela byly renovovány v letech 1926 a 1970. Nejnovější rekonstrukce se uskutečnila v roce 1999.